# Штурбабина, Ольга Каральтдиновна
Ольга Каральтдиновна Штурбабина (укр. Ольга Каральтдинівна Штурбабіна; род. 22 февраля 1960) — советский и украинский тренер; Заслуженный тренер Украины, Заслуженный работник физической культуры и спорта Украины (2008).

## Биография
Родилась 22 февраля 1960 года в Баку, Азербайджанская ССР, в армянской семье; девичья фамилия — Гиндулина.
В 1981 году окончила факультет физического воспитания Азербайджанского государственного института физической культуры им. С.М. Кирова. По окончании вуза работала тренером по фехтованию.
Затем в 1990 году вместе с мужем переехала на Украину и работала в Нетишинской КДЮСШ с 2001 года. За время своей работы подготовила 10 мастеров спорта Украины, 3 мастер спорта Украины международного класса, 2 заслуженных мастера спорта Украины по фехтованию. Принимала участие в подготовке чемпионов и призеров чемпионатов Украины, Европы и мира по фехтованию. После победы двух её воспитанниц на XXIX Олимпийских играх в Пекине (Галина Пундик и Ольга Жовнир), Ольге Штурбабиной было присвоено звание «Заслуженный работник физической культуры и спорта Украины». Также в числе её учеников — Дмитрий Бойко, призёр чемпионатов мира и Европы, участник Олимпийских игр 2012 года в Лондоне.
В 2007 и 2014 годах она была удостоена стипендии Президента Украины.

### Семья
Её муж — Валерий Штурбабин и сын Вадим (род. 1982) — также стали Заслуженными тренерами Украины по фехтованию. В семье растут еще два сына — Олег (род. 1984) и Сергей (род. 1986).